# Saison 2015-2016 des Clippers de Los Angeles
La saison 2015-2016 des Clippers de Los Angeles est la 46e saison de la franchise en National Basketball Association (NBA) et la 32e saison à Los Angeles.

## Draft
Aucun, leurs deux choix ont été envoyés aux Celtics de Boston (Tour 1 - Choix 28) et aux Nuggets de Denver (Tour 2 - Choix 57)

## Pré-saison
| Pré-saison Total : 3-3 (Domicile : 3-1 ; Extérieur : 0-2) |

| Match | Date match | Équipe       | Score     | Meilleur marqueur   | Meilleur rebondeur  | Meilleur passeur   | Lieux Spectateurs                  | Série |
| ----- | ---------- | ------------ | --------- | ------------------- | ------------------- | ------------------ | ---------------------------------- | ----- |
| 1     | 2 octobre  | Denver       | V 103-96  | DeAndre Jordan (15) | DeAndre Jordan (11) | Chris Paul (9)     | Staples Center 14 245              | 1 - 0 |
| 2     | 4 octobre  | @ Toronto    | D 73-93   | J. J. Redick (15)   | DeAndre Jordan (10) | Chris Paul (8)     | Rogers Arena 19 000                | 1 - 1 |
| 3     | 10 octobre | @ Charlotte  | D 94-106  | J. J. Redick (23)   | Blake Griffin (9)   | Blake Griffin (10) | Shenzhen Universiade Center 17 376 | 1 - 2 |
| 4     | 13 octobre | Charlotte    | D 71-113  | Chris Paul (17)     | Blake Griffin (14)  | Chris Paul (6)     | Mercedes-Benz Arena 15 905         | 1 - 3 |
| 5     | 20 octobre | Golden State | V 130-95  | Blake Griffin (29)  | DeAndre Jordan (10) | Chris Paul (10)    | Staples Center 15 889              | 2 - 3 |
| 6     | 22 octobre | Portland     | V 115-109 | Blake Griffin (22)  | DeAndre Jordan (13) | Chris Paul (8)     | Staples Center 13 969              | 3 - 3 |

## Saison régulière
| Saison régulière Total : 53-29 (Domicile : 29-12 ; Extérieur : 24-17) |

| Match | Date match | Équipe       | Score     | Meilleur marqueur  | Meilleur rebondeur  | Meilleur passeur | Lieux Spectateurs        | Série |
| ----- | ---------- | ------------ | --------- | ------------------ | ------------------- | ---------------- | ------------------------ | ----- |
| 1     | 28 octobre | @ Sacramento | V 111-104 | Blake Griffin (33) | DeAndre Jordan (12) | Chris Paul (11)  | Sleep Train Arena 17 458 | 1 - 0 |
| 2     | 29 octobre | Dallas       | V 104-88  | Blake Griffin (26) | DeAndre Jordan (14) | Chris Paul (5)   | Staples Center 19 218    | 2 - 0 |
| 3     | 31 octobre | Sacramento   | V 114-109 | Blake Griffin (37) | DeAndre Jordan (18) | Chris Paul (11)  | Staples Center 19 060    | 3 - 0 |

| Match | Date match  | Équipe         | Score     | Meilleur marqueur    | Meilleur rebondeur   | Meilleur passeur    | Lieux Spectateurs                 | Série  |
| ----- | ----------- | -------------- | --------- | -------------------- | -------------------- | ------------------- | --------------------------------- | ------ |
| 4     | 2 novembre  | Phoenix        | V 102-96  | Blake Griffin (22)   | Blake Griffin (10)   | Chris Paul (5)      | Staples Center 19 060             | 4 - 0  |
| 5     | 4 novembre  | @ Golden State | D 108-112 | Chris Paul (24)      | DeAndre Jordan (13)  | Chris Paul (9)      | Oracle Arena 19 596               | 4 - 1  |
| 6     | 7 novembre  | Houston        | D 105-109 | Blake Griffin (35)   | DeAndre Jordan (14)  | Griffin, Pierce (5) | Staples Center 19 361             | 4 - 2  |
| 7     | 9 novembre  | Memphis        | V 94-92   | Blake Griffin (24)   | Griffin, Jordan (12) | Chris Paul (4)      | Staples Center 19 060             | 5 - 2  |
| 8     | 11 novembre | @ Dallas       | D 108-118 | Blake Griffin (21)   | DeAndre Jordan (11)  | Chris Paul (11)     | American Airlines Center 19 805   | 5 - 3  |
| 9     | 12 novembre | @ Phoenix      | D 104-118 | Jamal Crawford (18)  | DeAndre Jordan (9)   | Blake Griffin (4)   | Talking Stick Resort Arena 17 204 | 5 - 4  |
| 10    | 14 novembre | Détroit        | V 101-96  | Jamal Crawford (37)  | DeAndre Jordan (16)  | Blake Griffin (9)   | Staples Center 19 060             | 6 - 4  |
| 11    | 19 novembre | Golden State   | D 117-124 | Chris Paul (35)      | DeAndre Jordan (8)   | Chris Paul (8)      | Staples Center 19 528             | 6 - 5  |
| 12    | 20 novembre | @ Portland     | D 91-102  | Blake Griffin (21)   | DeAndre Jordan (15)  | Chris Paul (8)      | Moda Center 19 393                | 6 - 6  |
| 13    | 22 novembre | Toronto        | D 80-91   | J.J. Redick (17)     | DeAndre Jordan (14)  | Chris Paul (11)     | Staples Center 19 060             | 6 - 7  |
| 14    | 24 novembre | @ Denver       | V 111-94  | Griffin, Jordan (18) | DeAndre Jordan (11)  | Chris Paul (10)     | Pepsi Center 13 257               | 7 - 7  |
| 15    | 25 novembre | Utah           | D 91-102  | Blake Griffin (40)   | Blake Griffin (12)   | Chris Paul (8)      | Staples Center 19 060             | 7 - 8  |
| 16    | 27 novembre | New Orleans    | V 111-90  | Griffin, Paul (20)   | DeAndre Jordan (11)  | Chris Paul (8)      | Staples Center 19 060             | 8 - 8  |
| 17    | 29 novembre | Minnesota      | V 107-99  | Blake Griffin (26)   | DeAndre Jordan (9)   | Chris Paul (9)      | Staples Center 19 060             | 9 - 8  |
| 18    | 30 novembre | Portland       | V 102-87  | Blake Griffin (23)   | DeAndre Jordan (24)  | Griffin, Paul (6)   | Staples Center 19 060             | 10 - 8 |

| Match | Date match  | Équipe        | Score          | Meilleur marqueur        | Meilleur rebondeur  | Meilleur passeur   | Lieux Spectateurs                | Série   |
| ----- | ----------- | ------------- | -------------- | ------------------------ | ------------------- | ------------------ | -------------------------------- | ------- |
| 19    | 2 décembre  | Indiana       | D 91-103       | Griffin, Stephenson (19) | DeAndre Jordan (15) | Blake Griffin (6)  | Staples Center 19 060            | 10 - 9  |
| 20    | 5 décembre  | Orlando       | V 103-101      | Jamal Crawford (32)      | DeAndre Jordan (14) | Blake Griffin (7)  | Staples Center 19 146            | 11 - 9  |
| 21    | 7 décembre  | @ Minnesota   | V 110-106      | DeAndre Jordan (20)      | DeAndre Jordan (12) | Jamal Crawford (7) | Target Center 11 467             | 12 - 9  |
| 22    | 9 décembre  | @ Milwaukee   | V 109-95       | J.J. Redick (31)         | DeAndre Jordan (21) | Chris Paul (18)    | BMO Harris Bradley Center 14 224 | 13 - 9  |
| 23    | 10 décembre | @ Chicago     | D 80-83        | Blake Griffin (18)       | DeAndre Jordan (14) | Chris Paul (5)     | United Center 21 491             | 13 - 10 |
| 24    | 12 décembre | @ Brooklyn    | V 105-100      | Griffin, Redick (21)     | DeAndre Jordan (12) | Chris Paul (14)    | Barclays Center 15 689           | 14 - 10 |
| 25    | 14 décembre | @ Detroit     | V 105-103 (OT) | Blake Griffin (34)       | DeAndre Jordan (14) | Chris Paul (12)    | Palace of Auburn Hills 13 525    | 15 - 10 |
| 26    | 16 décembre | Milwaukee     | V 103-90       | Chris Paul (21)          | Griffin, Jordan (8) | Chris Paul (8)     | Staples Center 19 060            | 16 - 10 |
| 27    | 18 décembre | @ San Antonio | D 107-115      | Chris Paul (27)          | DeAndre Jordan (17) | Chris Paul (10)    | AT&T Center 18 418               | 16 - 11 |
| 28    | 19 décembre | @ Houston     | D 97-107       | Blake Griffin (22)       | DeAndre Jordan (11) | Chris Paul (10)    | Toyota Center 18 212             | 16 - 12 |
| 29    | 21 décembre | Oklahoma City | D 99-100       | Chris Paul (32)          | DeAndre Jordan (10) | Chris Paul (10)    | Staples Center 19 415            | 16 - 13 |
| 30    | 25 décembre | @ L.A. Lakers | V 94-84        | Chris Paul (23)          | DeAndre Jordan (14) | Chris Paul (6)     | Staples Center 18 997            | 17 - 13 |
| 31    | 26 décembre | @ Utah        | V 109-104      | J.J. Redick (25)         | DeAndre Jordan (13) | Chris Paul (11)    | Vivint Smart Home Arena 19 911   | 18 - 13 |
| 32    | 28 décembre | @ Washington  | V 108-91       | Chris Paul (23)          | DeAndre Jordan (13) | Chris Paul (7)     | Verizon Center 20 356            | 19 - 13 |
| 33    | 30 décembre | @ Charlotte   | V 122-117      | J.J. Redick (26)         | DeAndre Jordan (13) | Chris Paul (11)    | Time Warner Cable Arena 19 145   | 20 - 13 |
| 34    | 31 décembre | @ New Orleans | V 95-89        | J.J. Redick (26)         | DeAndre Jordan (20) | Chris Paul (12)    | Smoothie King Center 16 920      | 21 - 13 |

| Match | Date match | Équipe       | Score          | Meilleur marqueur   | Meilleur rebondeur  | Meilleur passeur | Lieux Spectateurs              | Série   |
| ----- | ---------- | ------------ | -------------- | ------------------- | ------------------- | ---------------- | ------------------------------ | ------- |
| 35    | 2 janvier  | Philadelphie | V 130-99       | DeAndre Jordan (22) | DeAndre Jordan (13) | Chris Paul (14)  | Staples Center 19 212          | 22 - 13 |
| 36    | 6 janvier  | @ Portland   | V 109-98       | Chris Paul (21)     | DeAndre Jordan (14) | Chris Paul (19)  | Moda Center 18 598             | 23 - 13 |
| 37    | 9 janvier  | Charlotte    | V 97-83        | Chris Paul (25)     | DeAndre Jordan (19) | Chris Paul (7)   | Staples Center 19 060          | 24 - 13 |
| 38    | 10 janvier | New Orleans  | V 114-111 (OT) | Chris Paul (25)     | DeAndre Jordan (11) | Chris Paul (11)  | Staples Center 19 060          | 25 - 13 |
| 39    | 13 janvier | Miami        | V 104-90       | Chris Paul (19)     | Paul Pierce (9)     | Chris Paul (12)  | Staples Center 19 194          | 26 - 13 |
| 40    | 16 janvier | Sacramento   | D 103-110      | J.J. Redick (22)    | Cole Aldrich (10)   | Chris Paul (7)   | Staples Center 19 191          | 26 - 14 |
| 41    | 18 janvier | Houston      | V 140-132 (OT) | J.J. Redick (40)    | DeAndre Jordan (15) | Chris Paul (12)  | Staples Center 19 060          | 27 - 14 |
| 42    | 21 janvier | @ Cleveland  | V 102-115      | Chris Paul (30)     | DeAndre Jordan (13) | Chris Paul (9)   | Quicken Loans Arena 20 562     | 27 - 15 |
| 43    | 22 janvier | @ New York   | V 116-88       | DeAndre Jordan (20) | DeAndre Jordan (8)  | Chris Paul (13)  | Madison Square Garden 19 812   | 28 - 15 |
| 44    | 24 janvier | @ Toronto    | D 94-112       | Chris Paul (23)     | DeAndre Jordan (11) | Chris Paul (13)  | Centre Air Canada 19 800       | 28 - 16 |
| 45    | 26 janvier | @ Indiana    | V 91-89        | Chris Paul (26)     | DeAndre Jordan (19) | Chris Paul (7)   | Bankers Life Fieldhouse 15 448 | 29 - 16 |
| 46    | 27 janvier | @ Atlanta    | V 85-83        | Jamal Crawford (21) | DeAndre Jordan (19) | Chris Paul (10)  | Philips Arena 17 664           | 30 - 16 |
| 47    | 29 janvier | L.A. Lakers  | V 105-93       | Chris Paul (27)     | DeAndre Jordan (17) | Chris Paul (7)   | Staples Center 19 495          | 31 - 16 |
| 48    | 31 janvier | Chicago      | V 120-93       | Jamal Crawford (26) | DeAndre Jordan (20) | Chris Paul (7)   | Staples Center 19 325          | 32 - 16 |

| Match               | Date match | Équipe         | Score          | Meilleur marqueur     | Meilleur rebondeur   | Meilleur passeur | Lieux Spectateurs              | Série   |
| ------------------- | ---------- | -------------- | -------------- | --------------------- | -------------------- | ---------------- | ------------------------------ | ------- |
| 49                  | 3 février  | Minnesota      | D 102-108      | Chris Paul (22)       | DeAndre Jordan (15)  | Chris Paul (8)   | Staples Center 19 060          | 32 - 17 |
| 50                  | 5 février  | @ Orlando      | V 107-93       | Chris Paul (21)       | DeAndre Jordan (18)  | Chris Paul (6)   | Amway Center 16 647            | 33 - 17 |
| 51                  | 7 février  | @ Miami        | V 100-93       | Chris Paul (22)       | Aldrich, Jordan (11) | Chris Paul (7)   | American Airlines Arena 19 624 | 34 - 17 |
| 52                  | 8 février  | @ Philadelphie | V 98-92 (OT)   | Crawford, Redick (23) | DeAndre Jordan (21)  | Chris Paul (7)   | Wells Fargo Center 13 310      | 35 - 17 |
| 53                  | 10 février | @ Boston       | D 134-139 (OT) | Chris Paul (35)       | DeAndre Jordan (16)  | Chris Paul (13)  | TD Garden 18 186               | 35 - 18 |
| All-Star Break 2016 |            |                |                |                       |                      |                  |                                |         |
| 54                  | 18 février | San Antonio    | V 105-86       | Chris Paul (28)       | DeAndre Jordan (17)  | Chris Paul (12)  | Staples Center 19 410          | 36 - 18 |
| 55                  | 20 février | Golden State   | D 112-115      | Chris Paul (24)       | DeAndre Jordan (21)  | Chris Paul (6)   | Staples Center 19 585          | 36 - 19 |
| 56                  | 22 février | Phoenix        | V 124-84       | J. J. Redick (22)     | DeAndre Jordan (11)  | Chris Paul (14)  | Staples Center 19 060          | 37 - 19 |
| 57                  | 24 février | Denver         | D 81-87        | Crawford, Redick (20) | DeAndre Jordan (12)  | Chris Paul (10)  | Staples Center 19 060          | 37 - 20 |
| 58                  | 26 février | @ Sacramento   | V 117-107      | Chris Paul (40)       | DeAndre Jordan (11)  | Chris Paul (13)  | Sleep Train Arena 17 317       | 38 - 20 |
| 59                  | 29 février | Brooklyn       | V 105-95       | Jamal Crawford (26)   | DeAndre Jordan (10)  | Chris Paul (12)  | Staples Center 19 060          | 39 - 20 |

| Match | Date match | Équipe          | Score     | Meilleur marqueur     | Meilleur rebondeur  | Meilleur passeur   | Lieux Spectateurs               | Série   |
| ----- | ---------- | --------------- | --------- | --------------------- | ------------------- | ------------------ | ------------------------------- | ------- |
| 60    | 2 mars     | Oklahoma City   | V 103-98  | Chris Paul (21)       | DeAndre Jordan (18) | Chris Paul (13)    | Staples Center 19 304           | 40 - 20 |
| 61    | 5 mars     | Atlanta         | D 97-107  | Jordan, Paul (17)     | DeAndre Jordan (11) | Chris Paul (11)    | Staples Center 19 236           | 40 - 21 |
| 62    | 7 mars     | @ Dallas        | V 109-90  | Chris Paul (27)       | DeAndre Jordan (20) | Chris Paul (7)     | American Airlines Center 20 002 | 41 - 21 |
| 63    | 9 mars     | @ Oklahoma City | D 108-120 | Jeff Green (23)       | DeAndre Jordan (7)  | Chris Paul (16)    | Chesapeake Energy Arena 18 203  | 41 - 22 |
| 64    | 11 mars    | New York        | V 101-94  | Chris Paul (24)       | DeAndre Jordan (19) | Chris Paul (15)    | Staples Center 19 175           | 42 - 22 |
| 65    | 13 mars    | Cleveland       | D 90-114  | J. J. Redick (19)     | DeAndre Jordan (11) | Chris Paul (10)    | Staples Center 19 342           | 42 - 23 |
| 66    | 15 mars    | @ San Antonio   | D 87-108  | Chris Paul (22)       | DeAndre Jordan (14) | Chris Paul (8)     | AT&T Center 18 418              | 42 - 24 |
| 67    | 16 mars    | @ Houston       | V 122-106 | J. J. Redick (25)     | DeAndre Jordan (16) | Chris Paul (16)    | Toyota Center 18 304            | 43 - 24 |
| 68    | 19 mars    | @ Memphis       | D 102-113 | Chris Paul (25)       | DeAndre Jordan (7)  | Chris Paul (6)     | FedExForum 18 119               | 43 - 25 |
| 69    | 20 mars    | @ New Orleans   | D 105-109 | Paul, Redick (21)     | DeAndre Jordan (9)  | Chris Paul (13)    | Smoothie King Center 17 407     | 43 - 26 |
| 70    | 23 mars    | @ Golden State  | D 98-114  | DeAndre Jordan (19)   | DeAndre Jordan (20) | Chris Paul (8)     | Oracle Arena 19 596             | 43 - 27 |
| 71    | 24 mars    | Portland        | V 96-94   | Crawford, Paul (25)   | DeAndre Jordan (13) | Chris Paul (5)     | Staples Center 19 359           | 44 - 27 |
| 72    | 27 mars    | Denver          | V 105-90  | DeAndre Jordan (16)   | DeAndre Jordan (16) | Chris Paul (9)     | Staples Center 19 060           | 45 - 27 |
| 73    | 28 mars    | Boston          | V 114-90  | Austin Rivers (16)    | DeAndre Jordan (13) | Chris Paul (14)    | Staples Center 19 258           | 46 - 27 |
| 74    | 30 mars    | @ Minnesota     | V 99-79   | Chris Paul (20)       | Chris Paul (8)      | Chris Paul (16)    | Target Center 12 252            | 47 - 27 |
| 75    | 31 mars    | @ Oklahoma City | D 117-119 | Crawford, Rivers (32) | Cole Aldrich (10)   | Jamal Crawford (7) | Chesapeake Energy Arena 18 203  | 47 - 28 |

| Match | Date match | Équipe        | Score         | Meilleur marqueur   | Meilleur rebondeur  | Meilleur passeur   | Lieux Spectateurs                 | Série   |
| ----- | ---------- | ------------- | ------------- | ------------------- | ------------------- | ------------------ | --------------------------------- | ------- |
| 76    | 3 avril    | Washington    | V 114-109     | Chris Paul (27)     | DeAndre Jordan (12) | Chris Paul (12)    | Staples Center 19 060             | 48 - 28 |
| 77    | 5 avril    | L.A. Lakers   | V 103-81      | Chris Paul (25)     | DeAndre Jordan (14) | Chris Paul (8)     | Staples Center 19 537             | 49 - 28 |
| 78    | 6 avril    | @ L.A. Lakers | V 91-81       | J.J. Redick (15)    | DeAndre Jordan (11) | Chris Paul (8)     | Staples Center 18 997             | 50 - 28 |
| 79    | 8 avril    | @ Utah        | V 102-99 (OT) | Cole Aldrich (21)   | Cole Aldrich (18)   | Pablo Prigioni (7) | Vivint Smart Home Arena 19 911    | 51 - 28 |
| 80    | 10 avril   | Dallas        | V 98-91       | Jamal Crawford (22) | Blake Griffin (11)  | Chris Paul (11)    | Staples Center 19 170             | 52 - 28 |
| 81    | 12 avril   | Memphis       | V 110-84      | Austin Rivers (14)  | DeAndre Jordan (12) | Chris Paul (13)    | Staples Center 19 147             | 53 - 28 |
| 82    | 13 avril   | @ Phoenix     | D 105-114     | Wesley Johnson (19) | Cole Aldrich (10)   | Pablo Prigioni (9) | Talking Stick Resort Arena 18 055 | 53 - 29 |

## Playoffs
| Playoffs Total : 2-4 (Domicile : 2-1 ; Extérieur : 0-3) |

| Match | Date match | Équipe     | Score     | Meilleur marqueur   | Meilleur rebondeur   | Meilleur passeur       | Lieux Spectateurs     | Série |
| ----- | ---------- | ---------- | --------- | ------------------- | -------------------- | ---------------------- | --------------------- | ----- |
| 1     | 17 avril   | Portland   | V 115-95  | Chris Paul (28)     | Griffin, Jordan (12) | Chris Paul (11)        | Staples Center 19 122 | 1 - 0 |
| 2     | 20 avril   | Portland   | V 102-81  | Chris Paul (25)     | DeAndre Jordan (18)  | Jordan, Paul (5)       | Staples Center 19 127 | 2 - 0 |
| 3     | 23 avril   | @ Portland | D 88-96   | Chris Paul (26)     | DeAndre Jordan (16)  | Chris Paul (9)         | Moda Center 19 761    | 2 - 1 |
| 4     | 25 avril   | @ Portland | D 84-98   | Griffin, Green (17) | DeAndre Jordan (15)  | Chris Paul (4)         | Moda Center 19 607    | 2 - 2 |
| 5     | 27 avril   | Portland   | D 98-108  | J. J. Redick (19)   | DeAndre Jordan (17)  | Crawford, Prigioni (4) | Staples Center 19 060 | 2 - 3 |
| 6     | 29 avril   | @ Portland | D 103-106 | Jamal Crawford (32) | DeAndre Jordan (20)  | Austin Rivers (8)      | Moda Center 19 768    | 2 - 4 |

## Confrontations
| Conférence Est      | Conférence Est                             | Conférence Est                             | Conférence Ouest                           | Conférence Ouest                            | Conférence Ouest                            | Conférence Ouest                            | Conférence Ouest                            |
| Division Atlantique | Division Atlantique                        | Division Atlantique                        | Division Nord-Ouest                        | Division Nord-Ouest                         | Division Nord-Ouest                         | Division Nord-Ouest                         | Division Nord-Ouest                         |
| Equipe              | Domicile                                   | Extérieur                                  | Equipe                                     | Domicile                                    | Domicile                                    | Extérieur                                   | Extérieur                                   |
| ------------------- | ------------------------------------------ | ------------------------------------------ | ------------------------------------------ | ------------------------------------------- | ------------------------------------------- | ------------------------------------------- | ------------------------------------------- |
| Boston              | 114-90                                     | 134-139 (OT)                               | Denver                                     | 81-87                                       | 105-90                                      | 111-94                                      |                                             |
| Brooklyn            | 105-95                                     | 105-100                                    | Minnesota                                  | 107-99                                      | 102-108                                     | 110-106                                     | 99-79                                       |
| New York            | 101-94                                     | 116-88                                     | Oklahoma City                              | 99-100                                      | 103-98                                      | 108-120                                     | 117-119                                     |
| Philadelphie        | 130-99                                     | 98-92 (OT)                                 | Portland                                   | 102-87                                      | 96-94                                       | 91-102                                      | 109-98                                      |
| Toronto             | 80-91                                      | 94-112                                     | Utah                                       | 91-102                                      |                                             | 109-104                                     | 102-99 (OT)                                 |
|                     | 4–1                                        | 3–2                                        |                                            | 5–4                                         | 5–4                                         | 6–3                                         | 6–3                                         |
| Division            | 7–3                                        | 7–3                                        | Division                                   | 11-7                                        | 11-7                                        | 11-7                                        | 11-7                                        |
| Division Centrale   | Division Centrale                          | Division Centrale                          | Division Pacifique                         | Division Pacifique                          | Division Pacifique                          | Division Pacifique                          | Division Pacifique                          |
| Equipe              | Domicile                                   | Extérieur                                  | Equipe                                     | Domicile                                    | Domicile                                    | Extérieur                                   | Extérieur                                   |
| Chicago             | 120-93                                     | 80-83                                      | Golden State                               | 117-124                                     | 112-115                                     | 108-112                                     | 98-114                                      |
| Cleveland           | 90-114                                     | 102-115                                    |                                            |                                             |                                             |                                             |                                             |
| Detroit             | 101-96                                     | 105-103 (OT)                               | L.A. Lakers                                | 105-93                                      | 103-81                                      | 94-84                                       | 91-81                                       |
| Indiana             | 91-103                                     | 91-89                                      | Phoenix                                    | 102-96                                      | 124-84                                      | 104-118                                     | 105-114                                     |
| Milwaukee           | 103-90                                     | 109-95                                     | Sacramento                                 | 114-109                                     | 103-110                                     | 111-104                                     | 117-107                                     |
|                     | 3–2                                        | 3–2                                        |                                            | 5–3                                         | 5–3                                         | 4–3                                         | 4–3                                         |
| Division            | 6–4                                        | 6–4                                        | Division                                   | 9–6                                         | 9–6                                         | 9–6                                         | 9–6                                         |
| Division Sud-Est    | Division Sud-Est                           | Division Sud-Est                           | Division Sud-Ouest                         | Division Sud-Ouest                          | Division Sud-Ouest                          | Division Sud-Ouest                          | Division Sud-Ouest                          |
| Equipe              | Domicile                                   | Extérieur                                  | Equipe                                     | Domicile                                    | Domicile                                    | Extérieur                                   | Extérieur                                   |
| Atlanta             | 97-107                                     | 85-83                                      | Dallas                                     | 104-88                                      | 98-91                                       | 108-118                                     | 109-90                                      |
| Charlotte           | 97-83                                      | 122-117                                    | Houston                                    | 105-109                                     | 140-132 (OT)                                | 97-107                                      | 122-106                                     |
| Miami               | 104-90                                     | 100-93                                     | Memphis                                    | 94-92                                       | 110-84                                      | 102-113                                     |                                             |
| Orlando             | 103-101                                    | 107-97                                     | New Orleans                                | 111-90                                      | 114-111 (OT)                                | 95-89                                       | 105-109                                     |
| Washington          | 114-109                                    | 108-91                                     | San Antonio                                | 105-86                                      |                                             | 107-115                                     | 87-108                                      |
|                     | 4–1                                        | 5–0                                        |                                            | 9–1                                         | 9–1                                         | 3–6                                         | 3–6                                         |
| Division            | 9–1                                        | 9–1                                        | Division                                   | 12–7                                        | 12–7                                        | 12–7                                        | 12–7                                        |
| Conférence          | 22–9 (Domicile : 11–5; Extérieur: 11–4)    | 22–9 (Domicile : 11–5; Extérieur: 11–4)    | Conférence                                 | 31-20 (Domicile : 18–7 ; Extérieur : 13–13) | 31-20 (Domicile : 18–7 ; Extérieur : 13–13) | 31-20 (Domicile : 18–7 ; Extérieur : 13–13) | 31-20 (Domicile : 18–7 ; Extérieur : 13–13) |
| Total               | 53-29 (Domicile : 29–12; Extérieur: 24–17) | 53-29 (Domicile : 29–12; Extérieur: 24–17) | 53-29 (Domicile : 29–12; Extérieur: 24–17) | 53-29 (Domicile : 29–12; Extérieur: 24–17)  | 53-29 (Domicile : 29–12; Extérieur: 24–17)  | 53-29 (Domicile : 29–12; Extérieur: 24–17)  | 53-29 (Domicile : 29–12; Extérieur: 24–17)  |

## Effectif actuel
| Clippers de Los Angeles Effectif actuel                     |    |                        |                     |               |
| Entraîneur : Doc Rivers                                     |    |                        |                     |               |
| Pivot                                                       | 45 | Drapeau des États-Unis | Cole Aldrich        | Kansas        |
| Ailier fort                                                 | 19 | Drapeau des États-Unis | Jeff Ayres          | Arizona State |
| Arrière                                                     | 11 | Drapeau des États-Unis | Jamal Crawford      | Michigan      |
| Ailier                                                      | 22 | Drapeau des États-Unis | Branden Dawson (DL) | Michigan      |
| Ailier, Ailier fort                                         | 8  | Drapeau des États-Unis | Jeff Green          | Georgetown    |
| Ailier fort                                                 | 32 | Drapeau des États-Unis | Blake Griffin (C)   | Oklahoma      |
| Ailier, Arrière                                             | 33 | Drapeau des États-Unis | Wesley Johnson      | Syracuse      |
| Pivot                                                       | 6  | Drapeau des États-Unis | DeAndre Jordan (C)  | Texas A&M     |
| Ailier, Ailier fort                                         | 12 | Drapeau du Cameroun    | Luc Mbah a Moute    | UCLA          |
| Meneur                                                      | 3  | Drapeau des États-Unis | Chris Paul (C)      | Wake Forest   |
| Ailier, Arrière                                             | 34 | Drapeau des États-Unis | Paul Pierce         | Kansas        |
| Meneur                                                      | 9  | Drapeau de l'Argentine | Pablo Prigioni      | Argentine     |
| Arrière                                                     | 4  | Drapeau des États-Unis | J. J. Redick        | Duke          |
| Arrière                                                     | 25 | Drapeau des États-Unis | Austin Rivers       | Duke          |
| Arrière                                                     | 30 | Drapeau des États-Unis | C. J. Wilcox        | Washington    |
| (C) - Capitaine, - Blessé, (DL) - Joueur envoyé en D-League |    |                        |                     |               |

## Contrats et salaires 2015-2016
| Joueur                            | Poste      | Âge        | Exp        | Contrat                 | Salaire 2015-2016 | Fin du contrat |
| --------------------------------- | ---------- | ---------- | ---------- | ----------------------- | ----------------- | -------------- |
| Joueurs actuels                   |            |            |            |                         |                   |                |
| Cole Aldrich                      | SF         | 27         | 5          | 2 327 888 $ sur 2 ans   | 1 100 602 $       | 2017           |
| Jamal Crawford                    | SG         | 35         | 15         | 21 350 000 $ sur 4 ans  | 5 675 000 $       | 2016           |
| Branden Dawson                    | SF         | 22         | 0          | 1 399 729 $ sur 2 ans   | 525,093 $         | 2017           |
| Jeff Green                        | SF         | 29         | 7          | 35 200 000 $ sur 4 ans  | 9 200 000 $       | 2016           |
| Blake Griffin                     | PF         | 26         | 5          | 94 538 626 $ sur 5 ans  | 18 907 725 $      | 2018           |
| Wesley Johnson                    | SG         | 28         | 5          | 2 327 888 $ sur 2 ans   | 1 100 602 $       | 2017           |
| DeAndre Jordan                    | C          | 27         | 7          | 87 616 050 $ sur 4 ans  | 19 689 000 $      | 2019           |
| Luc Mbah a Moute                  | PF         | 29         | 7          | 1 270 964 $ sur 1 an    | 947,276 $*        | 2016           |
| Chris Paul                        | PG         | 30         | 10         | 107 343 477 $ sur 5 ans | 21 468 696 $      | 2018           |
| Paul Pierce                       | SF         | 38         | 17         | 10 583 760 $ sur 3 ans  | 3 376 000 $       | 2018           |
| Pablo Prigioni                    | PG         | 38         | 3          | 981,348 $ sur 1 an      | 947,276 $         | 2016           |
| J. J. Redick                      | SG         | 31         | 9          | 27 755 000 $ sur 4 ans  | 7 085 000 $       | 2017           |
| Austin Rivers                     | SG         | 23         | 5          | 6 454 902 $ sur 2 ans   | 3 110 796 $       | 2017           |
| Alex Stepheson                    | PF         | 28         | 0          | Contrat de 10 jours     | 30,888 $          | 10 jours       |
| C. J. Wilcox                      | SG         | 24         | 1          | 3 479 040 $ sur 3 ans   | 1 159 680 $       | 2018           |
| Contrats de 10 jours              |            |            |            |                         |                   |                |
| Jeff Ayres                        | PF         | 28         | 5          |                         | 55,722 $          | -              |
| Jeff Ayres                        | PF         | 28         | 5          |                         | 55,722 $          | -              |
| Joueurs coupés en cours de saison |            |            |            |                         |                   |                |
| Carlos Delfino                    | SG         | 33         | 9          | -                       | 650,000 $         | -              |
| Jordan Farmar                     | PG         | 28         | 7          | -                       | 510,922 $         | -              |
| Miroslav Raduljica                | C          | 27         | 1          | -                       | 300,000 $         | -              |
|                                   |            |            |            |                         |                   |                |
| Total                             | Total      | Total      | Total      | Total                   | 95 848 042 $      | -              |
| Salary Cap                        | Salary Cap | Salary Cap | Salary Cap | Salary Cap              | 70 000 000 $      | - 25 848 042 $ |
| Luxury Tax                        | Luxury Tax | Luxury Tax | Luxury Tax | Luxury Tax              | 84 700 000 $      | - 11 148 042 $ |

- 2016 = Joueurs agents libres en fin de saison.
- * Contrat non garanti

## Transferts

### Échanges
| Juin            | Juin                                                           | Juin                                                                                      | Juin                   |
| --------------- | -------------------------------------------------------------- | ----------------------------------------------------------------------------------------- | ---------------------- |
| 15 juin 2015    | Échange à deux équipes                                         | Échange à deux équipes                                                                    | Échange à deux équipes |
| 15 juin 2015    | Vers Hornets de Charlotte - Matt Barnes - Spencer Hawes        | Vers Clippers de Los Angeles - Lance Stephenson                                           | [ 2 ]                  |
| 25 juin 2015    | Échange à deux équipes                                         | Échange à deux équipes                                                                    | Échange à deux équipes |
| 25 juin 2015    | Vers Pelicans de La Nouvelle-Orléans - Compensation financière | Vers Clippers de Los Angeles - Droits sur le 56e choix de la draft 2015 : Branden Dawson  | [ 3 ]                  |
| Janvier         |                                                                |                                                                                           |                        |
| 22 janvier 2016 | Échange à deux équipes                                         | Échange à deux équipes                                                                    | Échange à deux équipes |
| 22 janvier 2016 | Vers Clippers de Los Angeles - Droits sur Maarty Leunen        | Vers Rockets de Houston - Josh Smith - Droits sur Serhiy Lichtchouk - Cash considerations | [ 4 ]                  |

## Free agents (Agents libres)

### Free agents qui re-signent
| Date       | Joueur         | Nouveau contrat                                                 | Fin du contrat | Référence |
| ---------- | -------------- | --------------------------------------------------------------- | -------------- | --------- |
| 9 juillet  | DeAndre Jordan | 87 600 000 $ sur 4 ans (Option joueur pour la saison 2018/2019) | 2019           | [ 5 ]     |
| 13 juillet | Austin Rivers  | 6 500 000 $ sur 2 ans (Option joueur pour la saison 2016/2017)  | 2017           | [ 6 ]     |

### Arrivés
| Date         | Joueur           | Contrat                                                        | Provenance                     | Référence |
| ------------ | ---------------- | -------------------------------------------------------------- | ------------------------------ | --------- |
| 9 juillet    | Wesley Johnson   | 2 330 000 $ sur 2 ans (Option joueur pour la saison 2016-2017) | Lakers de Los Angeles          | [ 7 ]     |
| 10 juillet   | Paul Pierce      | 10 580 000 $ sur 3 ans                                         | Wizards de Washington          | [ 8 ]     |
| 13 juillet   | Cole Aldrich     | 2 330 000 $ sur 2 ans (Option joueur pour la saison 2016/2017) | Knicks de New York             | [ 6 ]     |
| 16 juillet   | Josh Smith       | 1 500 000 $ sur 1 an                                           | Rockets de Houston             | [ 9 ]     |
| 4 août       | Pablo Prigioni   | 981,000 $ sur 1 an                                             | Rockets de Houston             | [ 10 ]    |
| 25 septembre | Luc Mbah a Moute | 1 270 000 $ sur 1 an                                           | 76ers de Philadelphie          | [ 11 ]    |
| 23 janvier   | Jeff Ayres       | Contrat de 10 jours                                            | Stampede de l'Idaho (D-League) | [ 12 ]    |

### Départs
| Date         | Joueur           | Raison départ | Vers ¹                     | Référence |
| ------------ | ---------------- | ------------- | -------------------------- | --------- |
| 15 juillet   | Lester Hudson    | Libéré        | Liaoning Dinosaurs (Chine) | [ 13 ]    |
| 28 juillet   | Ekpe Udoh        | Agent libre   | Fenerbahçe Ülker (Turquie) | [ 14 ]    |
| 22 août      | Jordan Hamilton  | Agent libre   | BC Krasny Oktyabr (Russie) | [ 15 ]    |
| 10 septembre | Dahntay Jones    | Agent libre   | Nets de Brooklyn           | [ 16 ]    |
| 13 novembre  | Hidayet Türkoğlu | Agent libre   | Retraite                   | [ 17 ]    |
|              | Glen Davis       | Agent libre   | A déterminer               | -         |

¹ Il s'agit de l’équipe pour laquelle le joueur a signé après son départ, il a pu entre-temps changer d'équipe ou encore de pays.

## Récompenses
| Date       | Joueur     | récompense                                    | Référence |
| ---------- | ---------- | --------------------------------------------- | --------- |
| 11 janvier | Chris Paul | Joueur de la semaine dans la conférence Ouest | [ 18 ]    |